# André Tak
André Tak (1971) is een Nederlandse journalist, researcher en programmamaker.
Na zijn studie aan de Utrechtse School voor Journalistiek begon hij in 1996 bij de actualiteitenrubriek NOVA aan zijn journalistieke carrière.
Daarna werkte hij voor de VARA programma's Het Lagerhuis, Barend en Witteman en MiddagEditie. 
Vervolgens keerde hij voor vier jaar terug bij NOVA en werkte als freelancer tien jaar bij het NOS radioprogramma Met het Oog op Morgen.
Daarna werkte hij als researcher zeven jaar bij het onderzoeksprogramma Zembla. Hierbij stond Tak aan de basis van de spraakmakende uitzending Het clusterbomgevoel.
Sinds 2008 geeft Tak leiding aan de onderzoeksredactie van RTL Nieuws. In die periode was er veel journalistieke aandacht voor de ramp met de MH17. Ook werd door RTL gestart met datajournalistiek.

## Erkenning
Voor de reportage Het clusterbomgevoel, die hij maakte met Jos van Dongen, kreeg hij in 2007 De Tegel en De Loep. In die reportage toonden zij aan dat Nederlandse pensioenfondsen belegden in wapenbedrijven die clusterbommen en landmijnen produceerden.

## Prijzen
- De Loep (2007)
- De Tegel (2007)